# Each Pearl a Tear
Each Pearl a Tear er en amerikansk stumfilm fra 1916 af George Melford.

## Medvirkende
- Fannie Ward som Diane Winston.
- Charles Clary som Pul Lorillard.
- Jack Dean som John Clarke.
- Paul Weigel som Roger Winston.
- Jane Wolfe som Mrs. Van Sant.